# 大川内村 (佐賀県)
大川内村（おおかわちむら）は、佐賀県西松浦郡にあった村。現在の伊万里市の一部にあたる。

## 地理
伊万里盆地の東南部に位置していた。
- 山岳：黒岳、青螺山、牧山、腰岳[2]

## 歴史
- 江戸時代、佐賀本藩領で松浦郡伊万里郷に属した[2]。
- 1889年（明治22年）4月1日、町村制の施行により、西松浦郡大川内村が単独で村制施行し、大川内村が発足[1][2]。大字は編成せず[2]。
- 1943年（昭和18年）12月8日、西松浦郡伊万里町、大坪村と合併し、伊万里町が存続して廃止[1][2]。合併後、伊万里町大字大川内となる[2]。

## 字
大川内山・岩谷・小石原・市野瀬・市野瀬山・正力坊・吉田・福野・平尾の9字を設けた。

## 産業
- 農業、窯業[2]
- 村内の大川内山、市野瀬山には鍋島焼の藩窯が置かれていたが、明治維新・廃藩により藩窯が廃止されると人口が激減したため、1877年（明治10年）精巧社を設立して窯業の振興を図った[2]。